# Nanchang

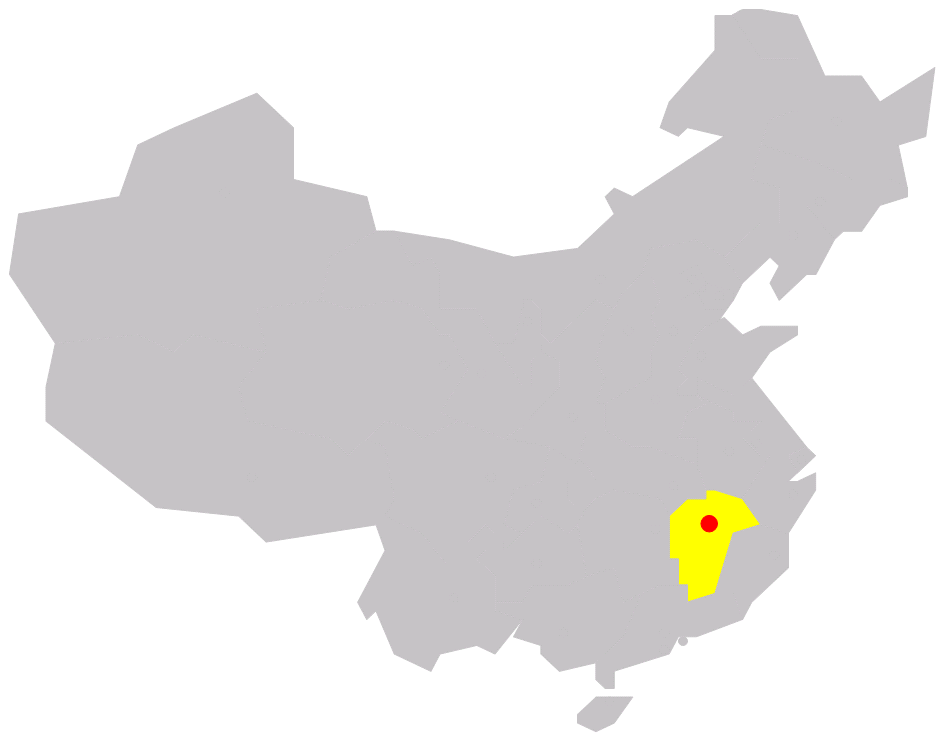
Localização de Nanchang

Nanchang (南昌) é a capital da província de Jiangxi, na China. Tem cerca de 5,1 milhões de habitantes.